# Fundulus saguanus
Fundulus saguanus is een  straalvinnige vissensoort uit de familie van killivisjes (Fundulidae). De wetenschappelijke naam van de soort is voor het eerst geldig gepubliceerd in 1948 door Rivas.